# 科賈·德爾維希·穆罕默德帕夏
科賈·德爾維希·穆罕默德帕夏（土耳其語：Koca Derviş Mehmed Paşa；？—1655年），北高加索切爾克斯人出身的奧斯曼帝國政治家。
他在1562年出任卡普丹帕夏（海軍司令），並在1653年3月21日至1654年10月28日出任大維齊爾。